# Zvenyhorodský rajón
Zvenyhorodský rajón (ukrajinsky Звенигородський район) je rajón v Čerkaské oblasti na Ukrajině. Hlavním městem je Zvenyhorodka a rajón má přibližně 204 tisíc obyvatel.

## Sídla v rajónu
| Města: - Špola - Talne - Vatutine - Zvenyhorodka | Sídla městského typu: - Jerky - Katerynopil - Lysjanka - Stebliv - Vilšana |